# Ван Бёрден, Тинус
Мартинус Корнелиус Мария (Тинус) ван Бёрден (нидерл. Martinus Cornelius Maria "Tinus" van Beurden; 30 апреля 1893, Тилбург, Северный Брабант — 29 июня 1950, Ойстервейк, Северный Брабант) — нидерландский футболист. Всю свою игровую карьеру провёл в тилбургском «Виллеме», выступал на разных позициях, в том числе и вратарской, но чаще выступал на позиции вингера. За 16 лет в команде провёл 126 матчей и забил 47 мячей. В сезоне 1915/16 выиграл с командой первый в истории клуба титул чемпионов страны. В 1920 году стал первым игроком «Виллема» вызванным в ряды сборной Нидерландов, в составе которой, в итоге провёл всего один матч.

## Статистика

### Матчи ван Бёрдена за сборную Нидерландов
| Матчи ван Бёрдена за сборную Нидерландов | Матчи ван Бёрдена за сборную Нидерландов | Матчи ван Бёрдена за сборную Нидерландов | Матчи ван Бёрдена за сборную Нидерландов | Матчи ван Бёрдена за сборную Нидерландов | Матчи ван Бёрдена за сборную Нидерландов |
| ---------------------------------------- | ---------------------------------------- | ---------------------------------------- | ---------------------------------------- | ---------------------------------------- | ---------------------------------------- |
| №                                        | Дата                                     | Соперник                                 | Счёт                                     | Голы ван Бёрдена                         | Соревнование                             |
| 1                                        | 5 апреля 1920                            | Дания                                    | 2:0                                      | —                                        | Товарищеский матч                        |

Итого: 1 матча / 0 голов; 1 победа, 0 ничьих, 0 поражений.

## Личная жизнь
Тинус родился в апреле 1893 года в городе Тилбург. Отец — Албертюс ван Бёрден, был родом из Стратюма, мать — Йоханна ван ден Хувен, родилась в Лон-оп-Занде. Помимо Тинуса, в семье было ещё трое детей — два сына и дочь.
Ван Бёрден был женат на Йозефине Паулине Анне Марии ван Эйк — их брак был зарегистрирован 6 июня 1922 года в Тилбурге. В октябре 1923 года у них родились две дочери — Йоханна и Йозефина. В июне 1936 года супруги официально развелись.
Умер 29 июня 1950 года в возрасте 57 лет.